# هانس ريتر فون ليكس
هانس ريتر فون ليكس (بالألمانية: Hans Ritter von Lex)‏ هو سياسي ألماني، ولد في 27 أكتوبر 1893 في روزنهايم في ألمانيا، وتوفي في 1970 في ميونخ في ألمانيا. حزبياً، نشط في الاتحاد الاجتماعي المسيحي وحزب الشعب البافاري. وقد انتخب عضو مجلس النواب الألماني للجمهورية فايمار.

## روابط خارجية
- هانس ريتر فون ليكس على موقع مونزينجر (الألمانية)